# يوسوك تاكاهاشي
يوسوك تاكاهاشي (باليابانية: 高橋葉介؛ بالكانا: たかはし ようすけ) هو مانغاكا ياباني، ولد في 15 مارس 1956 في ناغانو في اليابان.